# فهرست گونه‌های گیاهان آکواریومی آب شیرین

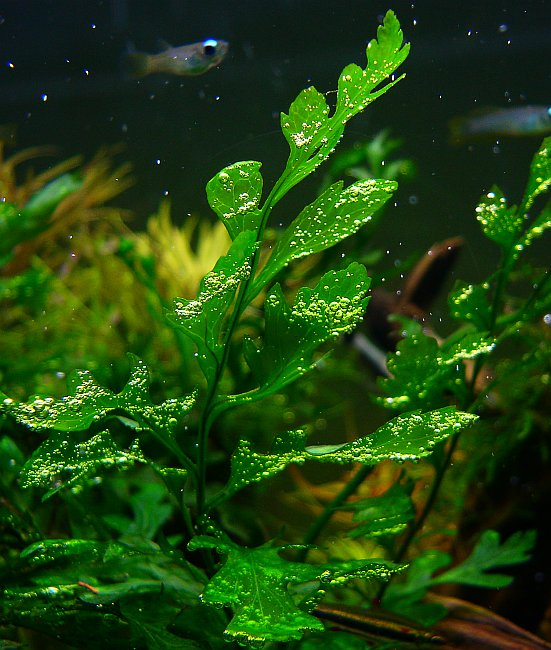
سرخس آبی آفریقایی

از گیاهان آبزی برای ایجاد ظاهری زیبا و طبیعی به آکواریوم آب شیرین، اکسیژن رسانی به آب، جذب آمونیاک و ایجاد زیستگاه برای ماهی‌ها، به ویژه بچه ماهی‌ها (نوزادان) و بی مهرگان استفاده می‌شود. برخی از ماهیان آکواریومی و بی مهرگان نیز گیاهان زنده را می‌خورند. علاقه مندان از گیاهان آبزی برای انواع تزئین در آکواریوم گیاهی (پلنت) استفاده می‌کنند.
بیشتر این گونه‌های گیاهی کمی یا به‌طور کامل در زیستگاه طبیعی خود غوطه ور هستند. هر چند تعداد انگشت شماری از گیاهان آبزی وجود دارند که اجباراً باید کاملاً در زیر آب رشد کنند، اما اگر خاک دارای رطوبت مطلوب باشد، اکثر آنها می‌توانند کاملاً بیرون از آب رشد کنند. همچنین برخی از گونه‌ها فقط در حاشیه آب زندگی می‌کنند، با این حال، می‌توانند در آکواریوم به صورت کاملاً غوطه وری کامل زندگی کنند.

## نام علمی
طبقه‌بندی اکثر جنس‌های گیاهی موجود در این لیست نهایی نیست؛ بنابراین، نام‌های علمی فهرست‌شده در اینجا ممکن است با منابع دیگر در تضاد باشد. بسیاری از این گونه‌ها مهاجمان خطرناکی هستند و باید به هنگام دفع از عدم ورود به آب‌های محلی به‌طور جدی اطمینان حاصل گردد.
گونه‌های رایج گیاهان آکواریومی:
- آب بشقاب معمولی
- آب‌چکان
- آب‌چکان جاوه‌ای
- آب فنر
- آپونوژتون ماداگاسکاری
- آزولا یا سرخس آبی
- آناناس آبی
- آنوبیاس قهوه

- ازگیل آبی بزرگ
- اشک بچهٔ کوتوله
- الیسما واهلنبرگی
- ایستس لاکستریس

- بارهنگ آبی چمنی
- بارهنگ آبی
- بارهنگ آبی فردار
- برگ‌آتشین
- بوسفالاندرا

- پرطاووسی
- پر طاووسی سنبله‌ای
- پشت قرمزی
- پنجه‌گرگی باتلاق

- تیزک
- تیزک صغیر
- تیزک گندمی
- تیزک هندی

- چتر نرم قورباغه
- چتر قورباغه
- چرخ آب

- خرغوس
- خزه جویبار تب‌بر
- خرفه آبی
- خزه جاوا
- خزه کریسمس
- خزه ماریمو
- خزه‌وش ناپیدا

- شیشه شور مردابی
- دم گربه‌ای
- دم اسبی

- روتالا ایندیکا

- زینه ما
- زنبق
- زنبق برکه‌ای زرد

- ساژیتریا پاکوتاه
- سالوینیای معمولی
- سرخس آبی آفریقایی
- سرخس پشه
- سرخس جاوا
- سرخس شناور
- سرنیزه‌ای برگ‌پهن
- سنبل آبی
- سه‌کنجه‌خیز

- شاخ‌واش
- شمشیری آمازون
- شویدی
- شبدر آبی یا شبدر چهارپر

- عدسک آبی
- عدسک آبی بی‌ریشه
- عدسک آبی پرریشه
- عدسک آبی کوچک
- عدسک آبی ستاره‌ای
- علف‌انبانی کوچک
- علف‌انبانی معمولی
- علف بلوری
- علف جویباری
- علف خوک
- علف مویی
- علف مرداب

- غلافی

- کابومبا سبز
- کابومبای قرمز
- قاشق‌واش

- کالدسیا پارناسیفولیا
- کاهوی آبی
- کریپتوکورین

- گندمی آبزی
- گل مردابی
- گل موزاییکی
- گوشاب

- لاله مردابی
- لویی
- لیزیماکیای سکه‌ای

- مخمل آب یا آزیر کارولینا

- ناز باتلاقی
- نَخل مُرداب
- نیلوفر آبی آفریقایی
- نیلوفر آبی ببری
- نیلوفر آبی پیکان‌برگ
- نیلوفر آبی زرد
- نیلوفر آبی زرد کوچک
- نیلوفر آبی ژاپنی
- نیلوفر آبی ستاره‌ای
- نیلوفر آبی سفید
- نیلوفر آبی کرکین
- نی مردابی
- نوک‌پیکانی پهن برگ
- نوک‌پیکانی غول‌پیکر

- یال اسبی

- وج
- ورونیکا آمریکایی

## آبزیان کاذب یا گیاهان شبه آکواریومی
چندین گونه از گیاهان زمینی اغلب به عنوان «گیاهان آکواریوم» فروخته می‌شوند. در حالی که چنین گیاهانی با اینکه زیبا هستند و می‌توانند ماه‌ها در زیر آب و داخل آکواریوم زنده مانده و حتی رشد کنند، ولی در نهایت می‌میرند و باید از آکواریوم خارج شوند تا پوسیدگی آنها باعث آلودگی آب آکواریوم نشود. این گیاهان ساختار و بیولوژی لازم برای زندگی در زیر آب را ندارند.
- Aglaonema modestum (همیشه سبز چینی)
- آگلونما سیمپلکس
- Chlorophytum bichetii (شمشیر پنگول)
- Dracaena sanderiana (گیاه اژدها راه راه)
- Hemigraphis colorata (پیچک زرشکی)
- افیوپگن جاپنیکا (گیاه چشمه)
- پیله‌آی کادییِری (گیاه آلومینیوم)
- کاج چتری ژاپنی (کاج چتری، کویاماکی)
- Spathiphyllum tasson (شمشیر برزیل)
- سینگونیوم پودوفیلوم (Stardust ivy)
- Trichomanes javanicum